# Galesaurus
Galesaurus is een geslacht van uitgestorven Therapsida of zoogdierachtige reptielen. Hij was nauw verwant aan Thrinaxodon en Progalesaurus. Bij Thrinaxodon zijn bewijzen van haar gevonden, dus is het aannemelijk dat Galesaurus dat ook heeft gehad. De ongeveer vijftig centimeter lange carnivoor jaagde waarschijnlijk op andere therapsiden. Een mogelijke prooi was de veelvoorkomende Lystrosaurus. Het is mogelijk dat Galesaurus in groepen jaagde en daardoor in staat was grotere prooien te doden. Een enkele Galesaurus had waarschijnlijk weinig kans tegen een volwassen Lystrosaurus. Galesaurus was niet het enige roofdier in het gebied. Krokodilachtige dieren als Proterosuchus waren een stuk groter dan Galesaurus en als ze de kans kregen viel deze aan hen ten prooi. Galesaurus leefde in het Vroeg-Trias in Zuid-Afrika.